# Língua santa
A língua Santa, também chamada Dongxiang (东乡语), é um língua Mongólica falada pelo povo Dongxiang do noroeste da China.

## Fonologia
Santa-Dongxiang é uma língua mongólica. Exceto por um número limitado de casos, não há harmonia vogal e as regras harmônicas que regem a pronúncia do sufixo não são de longe tão rigorosos como os do mongol. Não há dialetos num sentido estrito, mas três variedades locais ( tuyu ) podem ser encontradas: Suonanba (cerca de 50% de todos falantes Dongxiang), Wangjiaji (cerca de 30% dos falantes) e Sijiaji 20% dos falantes).
Em comum com outras línguas mongólicas, Dongxiang é basicamente uma linguagem SOV (sujeito-objeto-verbo). Em Linxia, no entanto, sob a influência dos dialetos do mandarim falado peloz vizinho Hui, frases do tipo SVO (sujeito-verbo-objeto) também foram observados.

### Vogais
Há sete vogais curtas em Dongxiang, tais como [a], [a], [i], [m], [o], [u], [w] e nove ditongos [ail, [ail, [ui] [Au], [au], [ia], [ia 1, [iu] [ua].
1.1 Vogal curta - Exemplos [a] anda 'amigo' [a] anda 'aqui' [i] ima ~ 'cabra' ['JJl quwu' geada '[o] boro 'cinzento' [u] buru 'erro' [s] i 'vinte "
1.2 A Descrição de Vogal Simples [a] Vogal baixa posterior arredondada. [A] Vogal central não arredondada. [I] Vogal alta frontal não arredondada. [W] Alta volta vogal não arredondado. [0] Meio centro vogal arredondado. [U] alto volta vogal arredondado.
1.3 Ditongos [ail qaiei 'scissorsr [ail failia- «sopro» [ui] kuit ~ ia n «frio» [au] sau- «sentar» [au] daura »in« [ia] nim- «pasta» [ia] Gia 'casa' [iu] niu- 'para esconder' [ua] ua 'dois'

### Consoantes
Dongxiang apresenta os seguintes 28 sons consoantes, [b], [p], [dl, [t], [g], [k], [GI, [q], [dzI, [&I, [@I 3 [@I, [GI, [fl, [sI, [$I 3 [GI, [XI [hI. [wI [TI, UI, [my [nI, [gI, [I], [rl
2.1 O contraste de consoantes [b] bau- 'descer' [dl dm- 'seguir' [t] tam- 'descartar' [g] gian 'doença' [k] kian 'quem' Q] quru- 'fritar' [GI Guru 'dedo' [& I- 'sue' [@I @a 'chá' [a] & ig 'escritura' GI Gig 'desse jeito [W] 'w' uma 'lavagem' ~ ira 'amarelo' [GI pira 'sob' [x] xulq 'vermelho' [E] Sol '[z] ~ auji-' rub '[s] sira-' cortar [hI haroy] 'dez' bl ja ' [Dz] badza 'cidade'
2.2 A descrição de consoantes b] Bilabial aspirada plosiva [p] Bilbial aspirada plosiva. [Dl Alveolar aspirado plosivo [t] Alveolar aspirada plosiva. [G] Velar aspirado plosivo [GI Úvular aspirado plosivo [k] Velar aspirado plosivo. [Q] Uvular aspirado plosivo. [Dz] Alveolar aspirado affricativa [el Postal alveolar aspirada africada. [Q] Afluente aspirado post-alveolar [a] africada não aspirada palatal. [Q] africada aspirada palatal [fl Labiodental fricativa surda. [S] Fricativa alveolar surda [$ I Retroflex fricativa não aspiradas. [GI Retroflex aspirado fricativa [x] Velar fricativa surda. [H] goltal fricativa surda  [q] Fricativa sonora retroflexa [I] Fricativa sonora uvular [n] Nariz alveolar [w] Fricativa sonora bilabial Ij] Aproximante palatal [m] Bilabial nasal [q] Velar nasal. Aproximanate lateral alveolar [r] Alveolar aproximante.
 'Sufixos Plurais' 
O Sufixo Condicional -la se usa em qualquer substantivo. Exemplos ~ oni 'ovelha eoni-la' ovelha -sla / -sila substantivo e pronome em 'menina' o ~ in-sla 'meninas' -pi apenas substantivo indicando parentes gajieiau 'irmão' gajieiau- Pi 'irmãos'
  'Mais detalhes sobre a linguagem Dongxiang podem ser encontrados em Sino-Platônica.org'  

## Escrita
O conhecimento do árabe é bem difundido entre o Sarta e, em conseqüência, usam frequentemente a escrita árabe escrever para fsua língua informalmente (no sistema de Xiao'erjing) que era usado pelo povo Hui; No entanto, isso foi pouco investigado por especialistas. Um alfabeto latino para o Dongxiang, desenvolvido com base no alfabeto Monguor, mas permaneceu só em fase experimental.

## Numeração
|    | Português | Monglo Clássico | Dongxiang |
| 1  | Um        | Nigen           | Niy       |
| 2  | Dois      | Qoyar           | Ghua      |
| 3  | Três      | Ghurban         | Ghuran    |
| 4  | Quatro    | Dorben          | Jierang   |
| 5  | Cinco     | Tabun           | Tawun     |
| 6  | Seisx     | Jirghughan      | Jirghun   |
| 7  | Sete      | Dologhan        | Dolon     |
| 8  | Oito      | Naiman          | Naiman    |
| 9  | Nove      | Yisun           | Yysun     |
| 10 | Dez       | Arban           | Haron     |

## Língua Tangwang
Há cerca de 20 mil pessoas na parte nordeste do Dongxiang, que se auto-identificam como Dongxiang ou Hui mas que não falam a língua Dongxiang. Falam nativamente um Dongxiang-influenciado pelo mandarim. O lingüista Mei W. Lee-Smith chamou esss forma "língua Tangwang", baseada nos nomes das duas maiores aldeias, Tangjia e Wangjia, partes da cidade de Tangwang, China onde é falado e argumenta que se trata deum língua criolizada.
De acordo com Lee-Smith, a língua de Tangwang usa na maior parte palavras e morfemas do Mandarin com gramática de Dongxiang. Além de palavras oriundas do Dongxiang, o Tangwang também tem um número substancial de palavras de origem árabe e persa.
Como o mandarim padrão, Tangwang é uma linguagem tonal, mas partículas gramaticais que são normalmente oriundas do mandarim, mas que são usados na forma de morfemas Dongxiang como seriam usados nessa língua, não carregam tons.
Por exemplo, enquanto o sufixo plural mandarim  -men  (们) tem apenas um uso muito restrito (só pode ser usado com pronomes pessoais e alguns substantivos relacionados a pessoas), Tangwang usa-o, na forma  -m , Universalmente, uma forma como Dongxiang usaria seu sufixo plural ' '-la' '. O pronome mandarim  ni  (你) pode ser usado em Tangwang como um sufixo possessivo (que significa "teu").
Ao contrário do mandarim, mas como o Dongxiang, o Tangwang tem casos gramaticais também (mas apenas 4 deles, em vez de 8 em Dongxiang).